# Upanguaro
Upanguaro är en ort i Mexiko.   Den ligger i kommunen Tacámbaro och delstaten Michoacán de Ocampo, i den södra delen av landet, 250 km väster om huvudstaden Mexico City. Upanguaro ligger 1 799 meter över havet och antalet invånare är 227.
Terrängen runt Upanguaro är lite bergig. Runt Upanguaro är det ganska tätbefolkat, med 80 invånare per kvadratkilometer. Närmaste större samhälle är Tacámbaro de Codallos, 2,3 km sydost om Upanguaro. I omgivningarna runt Upanguaro växer huvudsakligen savannskog.